# Eecke
Eecke település Franciaországban, Nord megyében. Lakosainak száma 1215 fő (2022. január 1.). Eecke Saint-Sylvestre-Cappel, Steenvoorde, Terdeghem, Caëstre, Flêtre és Godewaersvelde községekkel határos.

## Népesség
A település népességének változása:
| Lakosok száma | 1194 | 1225 | 1243 | 1219 | 1220 | 1221 | 1222 | 1221 | 1215 |
|               | 2013 | 2015 | 2016 | 2017 | 2018 | 2019 | 2020 | 2021 | 2022 |